# Квинт Марций Рекс (консул 68 года до н. э.)
Квинт Ма́рций Рекс (лат. Quintus Marcius Rex; родился около 111 года до н. э., Рим, Римская республика — умер не позже начала 61 года до н. э., близ Рима, Римская республика) — древнеримский военачальник и политический деятель из плебейского рода Марциев Рексов, консул 68 года до н. э. Управлял Киликией в 67—66 годах до н. э., умер, дожидаясь триумфа.

## Происхождение
Квинт Марций принадлежал к знатному плебейскому роду Марциев, представители которого начали занимать высшие должности сразу после допуска плебеев к консулату. В поздних генеалогиях, возникших не позже начала I века до н. э., к этому роду причисляют легендарного мятежника-патриция Гнея Марция Кориолана. Согласно таким родословным, предками Марциев был один из римских царей Анк Марций, который, в свою очередь, по матери был внуком Нумы Помпилия. Некоторые античные генеалоги пытались вести происхождение этого семейства от одного из сыновей Нумы и настаивали на его связи с богом войны Марсом.
Благодаря греческой надписи, найденной в Аргосе, известно, что отец Квинта Марция носил тот же преномен. Предположительно это был консул 118 года до н. э.; дедом Квинта был носивший то же имя претор 144 года до н. э.

## Биография
Учитывая дату консулата и требования Корнелиева закона, предусматривавшего возрастные пороги для конкретных магистратур, Квинт Марций должен был родиться около 111 года до н. э. В своей карьере он опирался на союз с аристократическими семействами Цецилиев Метеллов и Клавдиев Пульхров, существовавший ещё двумя поколениями ранее. Рекс женился на Клодии, которая по отцу была внучкой Аппий Клавдия Пульхра, а по матери — правнучкой Квинта Цецилия Метелла Македонского, консулов в год, следовавший за преторским годом Квинта Марция-деда (антиковед Фридрих Мюнцер считает это неслучайным). Предположительно этот брак был заключён ещё при жизни отца невесты, то есть не позже 76 года до н. э.
Самое позднее в 71 году до н. э. Квинт Марций занимал должность претора, а в 68 году до н. э. он стал консулом совместно с родственником жены Луцием Цецилием Метеллом. Брат последнего Квинт был одним из консулов предыдущего года, и, по-видимому, он помог как Луцию, так и Рексу победить на выборах. Луций умер вскоре после принятия полномочий, а избранный на его место консул-суффект Сервилий Ватия умер ещё до вступления в должность, так что до конца срока Квинт Марций был консулом без коллеги (sine collega).
В эти годы Рим вёл войну против Митридата Понтийского и его союзников — средиземноморских пиратов. С Митридатом воевал свояк Рекса Луций Лициний Лукулл, боевыми действиями на Крите, являвшемся одной из двух крупнейших пиратских баз, руководил предшественник Рекса на посту консула Квинт Цецилий Метелл, а самого Квинта Марция с тремя легионами сенат направил в начале 67 года до н. э. на вторую пиратскую базу — в Киликию. Впрочем, с пиратами Рекс не воевал, и вообще необходимость в его наместничестве вскоре отпала, поскольку в том же году Гней Помпей Великий получил чрезвычайные полномочия для борьбы с морским разбоем на всём побережье. Источники сообщают только об одном столкновении, когда командир флота Квинта Марция, его шурин Публий Клодий Пульхр, попал к пиратам в плен.
Наместник Киликии в целом был малоактивен. Когда Фабий, потерпевший поражение при Зеле, попросил его о помощи, Рекс ответил, что его солдаты отказываются идти в поход; не помог он и Ариобарзану I, царю Каппадокии, захваченной Тиграном. Квинт Марций вёл переговоры с отдельными пиратскими вождями, устроил приём Менемаху — полководцу Тиграна Армянского, решившему перейти на сторону Рима. Не оказав помощь Лукуллу, безуспешно пытался вести боевые действия против Тиграна, перешедшего в наступление на Каппадокию и римские владения в Малой Азии. 
В свое время совершил поездку в Антиохию, где встретился с Селевкидом Филиппом II — предположительно чтобы получить с царя деньги. В этом городе Рекс построил на свои средства царский дворец и ипподром (впрочем, есть мнение, что это могла быть только реконструкция зданий, пострадавших от землетрясения).
В 66 году до н. э. в Риме был принят закон, по которому все восточные провинции переходили под управление Помпея. Квинт Марций без сопротивления сложил полномочия (в этом отношении исследователи противопоставляют его наместнику Крита Квинту Метеллу) и вернулся в Италию, где заявил о своих претензиях на триумф. Сторонники Помпея выступили против, так что Рекс провёл в окрестностях Рима несколько лет, ожидая благоприятного для себя решения. В 63 году до н. э. к нему присоединился Метелл. В конце того же года обоих проконсулов направили на борьбу с катилинариями: Квинта Цецилия в Апулию, Квинта Марция — в Этрурию, против Гая Манлия, командовавшего основными силами мятежников. Последний направил Рексу письмо с оправданиями и просьбой защитить сторонников Катилины от беззакония. Тот ответил, что катилинарии, если хотят о чём-то просить, должны сначала сложить оружие и явиться в Рим.
После этого Рекс уже не упоминается в источниках. По-видимому, вскоре после обмена письмами с Манлием (и не позже начала 61 года до н. э.) он умер, так и не отпраздновав триумф. В связи с этим Саллюстий пишет, что Рекс лишился почестей «из-за происков кучки людей, привыкших продавать всё честное и бесчестное».
Известно, что Публий Клодий рассчитывал получить часть наследства, но Квинт Марций даже не упомянул в завещании этого своего шурина.

## Потомки
У Квинта Марция был только один сын от брака с Клодией, преномен которого источники не называют. Его опекуном Рекс назначил старшего из братьев жены — Аппия Клавдия Пульхра. Марций-младший не сделал карьеру, о его судьбе мало что известно.